# توني كويل
توني كويل (بالإنجليزية: Tony Coyle)‏ (29 أكتوبر 1976 بجنوب أفريقيا - ) هو لاعب كرة قدم جنوب أفريقي في مركز الدفاع، شارك في كأس الأمم الأفريقية 2004. وشارك مع منتخب جنوب أفريقيا لكرة القدم. أما مع النوادي، فقد لعب مع أورلاندو بيراتس وبيدفيست ويتس وسوبر سبورت يونايتد ونادي روستوف.

## وصلات خارجية
- توني كويل على موقع قاعدة بيانات كرة القدم.إي يو (الإنجليزية)
- توني كويل على موقع ناشيونال فوتبول تيمز (الإنجليزية)